# Rebecca Gilling
Pour les articles homonymes, voir Gilling (homonymie).
 (mars 2018).
Si vous disposez d'ouvrages ou d'articles de référence ou si vous connaissez des sites web de qualité traitant du thème abordé ici, merci de compléter l'article en donnant les références utiles à sa vérifiabilité et en les liant à la section « Notes et références ».
Rebecca Gilling est une actrice australienne née le 3 novembre 1953 à Castlecrag (en), dans l'État de Nouvelle-Galles du Sud en Australie,.

## Films
- 1974 : Number 96 : Dianna Moore[1]
- 1974 : Stone : Vanessa[1]
- 1975 : The Dragon Flies : Angelica[1]
- 1985 : Le Châtiment de la pierre magique (The Naked Country) de Tim Burstall : Mary Dillon[1]
- 1987 : Feathers : Fran[1]
- 1988 : Reed Down Under : Sharon Harris[1]
- 1989 : The Saint: Fear in Fun Park : Aileen[1]
- 1990 : Heaven Tonight : Annie Dysart[1]

## Télévision
- 1974 : Silent Number : Futility Cragg (1 épisode)[1]
- 1975 : Armchair Cinema (1 épisode)[1]
- 1976 : Secret Doors (1 épisode)[1]
- 1977 : Chopper Squad : Georgia Batie (1 épisode)[1]
- 1977-1979 : Glenview High : Robbie Dean (39 épisodes)[1]
- 1978 : Cop Shop : Carla Moore (2 épisodes)[1]
- 1979-1981 : The Young Doctors : Liz Kennedy (36 épisodes)[1]
- 1981 : Holiday Island : Trish McKenzie (2 épisodes)[1]
- 1982 : À cœur ouvert (A Country Practice) : Robin Nichols (2 épisodes)[1]
- 1983 : La Vengeance aux deux visages : Stephanie Harper & Tara Welles (mini-série télévisée en 3 épisodes)[1]
- 1984 : City West : Jean Cheney (7 épisodes)[1]
- 1985 : Diligence Express (Five Mile Creek) : Miss Armstrong (1 épisode)[1]
- 1986 : La Vengeance aux deux visages : Stephanie Harper (22 épisodes)[1]
- 1986 : The Blue Lightning, de Lee Philips : Kate McQueen
- 1988 : Terre de passions -Danger Down Under : Sharon Harris
- 1988 : A Dangerous Life : Angie Fox (1 épisode)[1]
- 1990 : The Paper Man : Virginia Morgan (1 épisode)[1]
- 1993 : G.P. : Jenna Clarke (1 épisode)[1]